# 福建省歌舞剧院
福建省歌舞剧院，筹建于1956年，以原福建文工团、晋江地区文工队为骨干组建起来，1957年3月正式挂牌成立，是福建省唯一从事音乐舞蹈艺术创作和表演的省级专业团体。

## 规模
福建省歌舞剧院，下设歌舞团、交响乐团、舞台美术中心、艺委会、艺术创作中心等部门。

## 发展历史

### 福建省民间歌舞团时期：1957.3--1966.12
成立伊始。起名为“福建省民间歌舞团” 。舞蹈《走雨》、《彩球舞》、《采茶扑蝶》被誉为“老三跳”，风行于五六十年代。其中《走雨》参加了国庆10周年献礼演出，剧组人员受到毛泽东等国家领导人的亲切接见。 

### 福建省歌舞团时期：1967.1—1985.5
文革期间，将“民间”二字略去，一度为排演样板戏的需要，与福建省话剧团、福建省杂技团合并。

### 福建省歌舞剧院时期：1985．6—至今
1985年，“福建省歌舞团”改名为“福建省歌舞剧院”，剧院实施精品战略，高起点、高要求、高标准、高定位地组织和开展艺术创作以及艺术生产，推出了众多舞台艺术精品，在全国重大艺术赛事和艺术活动中屡获殊荣。

## 近几年主要晚会及获奖作品
双人舞《命运》在1986年全国第二届舞蹈比赛中获创作二等奖、表演一等奖；
大型舞剧《丝海萧音》荣获1992年全国舞剧调演一等奖和文化部第三届"文华大奖"以及中宣部"五个一工程奖"；
1996年创作上演的大型舞蹈诗《悠悠闽水情》荣获文化部第六届"文华新节目奖"；
交响随想诗《刺桐城》荣获日本“丝绸之路”管弦乐国际作曲比赛第三名。 

## 剧院主要演职员
张树平

许镇川

吴少雄

邱孝胥

宋英

杨伟豪

杨轶琴

谢南

廖忠伟

王六